# Dissertatio cum Nuncio sidereo
Dissertatio cum Nuncio sidereo is het boek waarmee Johannes Kepler in 1610 vanuit Praag zijn instemming en waardering betuigt over Galileo's Sidereus nuncius. In dit "gesprek met de Sterrenbode" is Kepler een van de eersten om de ontdekkingen te accepteren zonder ze zelf gezien te hebben. Hij plaatst ze in een historische context en loopt tevens vooruit op de nu mogelijk geworden verbeterde waarnemingen en eventuele verdere ontdekkingen. Hij verdedigt de stelling dat niettemin de mens nog steeds centraal staat in de schepping. Ten slotte wijst hij op de noodzaak om voor de werking van de telescoop een wetenschappelijke basis te vinden, een werk waaraan Kepler zelf begint en op het einde van 1610 afwerkt in zijn boek Dioptrice, wat de basis zal vormen van de geometrische optica.

## Het verschijnen van Sidereus nuncius
Op 15 maart 1610 krijgt Kepler bezoek van zijn vriend Hofrat Dr. Johann Mathäus Wackher von Wackerfels, die hem, volgens het relaas van Kepler zelf, vanuit het koetsraampje toeroept: "Groot nieuws uit Italië." Galileo meldt dat hij aan de hemel wonderbaarlijke dingen gezien heeft." Maar de twee vrienden moeten nog op het officiële boekwerk wachten.
Op 8 april 1610 krijgt Kepler eindelijk Galileo's kleine boekwerkje Sidereus Nuncius in handen. Galileo vraagt hem om een reactie. In nog geen veertig bladzijden geeft Galileo een uiterst nauwkeurige beschrijving van zijn waarnemingen. Het is nogal exact, nogal sober en nuchter geschreven. Wat stijl betreft is het juist het tegengestelde van Keplers uitbundige manier van schrijven. Op 19 april gaat de bode weer terug naar Italië en in die 11 dagen schrijft Kepler zijn enthousiaste antwoord. 

## Keplers reactie
Kepler begint met een lofprijzing: "Wat hier beschreven wordt is iets waarover de geleerdenwereld opgetogen zal zijn. Galileo heeft satellieten bij Jupiter gezien, dan zullen er bij Mars en Saturnus ongetwijfeld ook zijn. Natuurlijk waren er wel vermoedens," schrijft hij, "dat de Maan bergen en zeeën kon hebben en over de Melkweg dachten sommigen wel al, dat daar sterren zouden zitten. Maar de waarheid is dat hij ervan overtuigd was dat de mensen nooit boven Tycho"s waarneming uit zouden komen."
Kepler vervolgt: "Er zal zeker geen gebrek zijn aan menselijke pioniers, als we maar eenmaal de kunst van het vliegen beheersen. Bouwt maar schepen en zeilen die voor de hemelruimte geschikt zijn en er zullen genoeg mensen zijn die voor de gevaren en beslommeringen van het heelal niet zullen terugschrikken. Intussen zullen wij voor die dappere hemelvaarders kaarten van de hemellichamen maken - ik die van de Maan en u, Galileo, die van Jupiter." Galileo is blij met Keplers reactie, want collega's van de Universiteit van Bologna in Italië weigeren door zijn kijker te kijken.

## De reactie in Bologna
De filosofiedocenten Cremoni en Libri, collega's van Galileo aan de universiteit van Bologna, zeggen dat Aristoteles eens en voor altijd gezegd heeft hoe het met de hemel en de hemelobjecten gesteld is. Daarvoor hebben ze Galileo's kijker niet nodig en ze weigeren dus pertinent door die buis te kijken. Andere collega's willen dan wel kijken maar kunnen niets ontdekken. Het kijken door zo'n primitieve telescoop vereist vaardigheid en goede wil. Door een primitieve kijker is het moeilijk objecten te onderscheiden. Het is een probleem om de kijker goed in te stellen voor een beginnende amateur. En beginnelingen waren ze toen allemaal.
In deze maanden volgt dan ook een geschrift waarin Galileo van bedrog wordt beticht: Martin Horky, iemand die waarschijnlijk in het gevlij bij de hoge heren professoren wilde komen, publiceert in deze maanden "Perigratio contra Nuncium Sidereum" (Pelgrimstocht tegen de Sterrenbode). Het boekje is opgedragen aan de professoren van de universiteit van Bologna. Horky beweert dat wat men in de kijker ziet vage vlekjes en fouten in het glas zijn en dat het verhaaltje over de melkweg een oeroud fabeltje is.

## Kepler krijgt de kijker ter beschikking
Kepler krijgt een dankbrief van Galileo op 19 augustus. Maar een kijker kan hij pas van een hoge diplomaat lenen op 30 augustus en hij  onderneemt vanaf dan tot 9 september 1610, observaties met anderen waarbij men als volgt werkt. Men kijkt om de beurt en ieder schrijft afzonderlijk op wat hij gezien heeft om zo elkaar niet te beïnvloeden en elkaars observaties te controleren.
Hierover schrijft Kepler het werkje: Narratio de Jovis Satellitibus. Het Verslag over de Satellieten van Jupiter is een bevestiging van wat Galileo beweerd heeft te zien. Hij stuurt het naar Italië en het wordt daar nog in 1610 gepubliceerd.

## Drie boekwerkjes van Kepler
Zo brengt Kepler in 1610 drie geschriften voort die betrekking hebben op de kijker van Galileo. Twee zijn er hier net genoemd. Het derde in september gaat expliciet over de lenzen van een kijker en is het befaamde Dioptrice, dat ook in het hoofdartikel Johannes Kepler genoemd wordt. De hierin beschreven kijker wordt de kijker van Kepler genoemd. Algemeen wordt aangenomen dat Galileo eigenlijk geen duidelijke voorstelling van de werking van de lenzen had. Kepler verdeelt de Dioptrice in 141 stukjes. Er zijn: definities; axioma's, die geen verder uitleg nodig hebben; problemen, die proefondervindelijk opgelost moeten worden; en conclusies, die af te leiden zijn uit de definities en axioma's.

## Nieuwsbrief I.A.U.
Ter ere van Kepler noemden de organisatoren van de Algemene vergaderingen van de Internationale Astronomische Unie die in Praag plaatsvonden hun Nieuwsbrief (Congress newspaper) naar dit werk. Zo heette de nieuwsbrief :
- Dissertatio cum Nuncio Sidereo II (of Series Secunda), tijdens de zittingen van 20-31 augustus 1967 in Praag ;
- Dissertatio cum Nuncio Sidereo III (of Series Tertia), tijdens de zittingen van 14-25 augustus 2006 in Praag.